# Thalgau
Thalgau – gmina targowa w Austrii, w kraju związkowym Salzburg, w powiecie Salzburg-Umgebung. Według Austriackiego Urzędu Statystycznego liczyła 5733 mieszkańców (1 stycznia 2015).

## Współpraca
Miejscowość partnerska:
- Neu-Anspach, Niemcy